# 达弗林县
达弗林县（英語：Dufferin County）是加拿大安大略省的一个县，東北臨錫姆科縣，東南鄰皮爾區，西南及威靈頓縣，西北面則與格雷縣為鄰，总面积1,486.31平方公里（573.9平方英里），平均海拔1,700英尺（518米）。據2011年人口普查所示，德芙靈縣有56881名居民。达弗林县行政中心位于奥兰治维尔。
德芙靈縣於1881年成立，從格雷縣、錫姆科縣和威靈頓縣的轄地分割而成。该县得名于1872年至1878年間擔任加拿大總督的达弗林侯爵弗雷德里克·汉密尔顿。

## 轄區
达弗林县包含3镇5乡，如下：
- 莫諾鎮（Town of Mono）
- 奧蘭治維爾鎮（Town of Orangeville）
- 舍爾伯恩鎮（Town of Shelburne）
- 阿馬蘭斯鄉（Township of Amaranth）
- 東加拉弗拉克薩鄉（Township of East Garafraxa）
- 格蘭德河谷鎮（Town of Grand Valley，正式建制為鄉）
- 梅蘭克桑鄉（Township of Melancthon）
- 穆爾默鄉（Township of Mulmur）

## 教育
德芙靈縣內的公立中小學以主要授課語言和宗教背景分為四個類別，並由數間不同機構營運：
- 上格蘭德教育局（Upper Grand District School Board）：負責營運縣內的英語公立中小學
- 德芙靈-皮爾天主教教育局（Dufferin-Peel Catholic District School Board）：負責營運縣內的英語天主教公立中小學
- 維亞蒙德教育局（Conseil scolaire Viamonde）：負責營運縣內的法語公立中小學
- 中南部天主教教育局（Conseil scolaire de district catholique Centre-Sud）：負責營運縣內的法語天主教公立中小學